# Ивановский (Железногорский район)
Ивановский  — посёлок в Железногорском районе Курской области России. Входит в состав Волковского сельсовета. 

## География
Расположен в 6 км к северо-востоку от Железногорска на правом берегу реки Рясник. 

## История
В 1926 году в посёлке было 8 дворов, проживало 68 человек (35 мужского пола и 33 женского). В то время Ивановский входил в состав Трубиченского сельсовета Долбенкинской волости Дмитровского уезда Орловской губернии. В 1928 году вошёл в состав Михайловского (ныне Железногорского) района. В 1937 году в посёлке было 13 дворов. Во время Великой Отечественной войны, с октября 1941 года по февраль 1943 года, находился в зоне немецкой оккупации.

## Население
| 1926 | 1979 | 2002 | 2010 |
| ---- | ---- | ---- | ---- |
| 68   | ↘25  | ↘9   | ↘0   |